# Nystalus striolatus
Nystalus striolatus là một loài chim trong họ Bucconidae.